# 塔什库勒
塔什库勒是一个位于中国新疆维吾尔自治区塔什库尔干塔吉克自治县的湖泊，面积约为24平方千米。